# Sainte-Magnance
Sainte-Magnance é uma comuna francesa na região administrativa de Borgonha-Franco-Condado, no departamento de Yonne. Estende-se por uma área de 19,12 km². Em 2010 a comuna tinha 487 habitantes (densidade: 25,5 hab./km²).